# Frédéric Krantz
Frédéric Krantz (* 13. September 1978 in Bordeaux) ist ein ehemaliger französischer Leichtathlet. Er gewann bei Europameisterschaften eine Silbermedaille in der 4-mal-100-Meter-Staffel.

## Sportliche Karriere
Der 1,76 Meter große Krantz startete für den Bordeaux Etudiants Club. Er war 2001 französischer Meister im 100-Meter-Lauf.
Krantz belegte bei den Junioreneuropameisterschaften 1995 in Budapest den fünften Platz mir der 4-mal-100-Meter-Staffel. Zwei Jahre später bei den Junioreneuropameisterschaften 1997 in Ljubljana wurde er in 10,35 Sekunden Dritter über 100 Meter hinter den beiden Briten Dwain Chambers und Christian Malcolm. Die französische 4-mal-100-Meter-Staffel erlief die Silbermedaille hinter den Briten. Zwei Wochen später erreichte Krantz mit der Staffel das Finale bei den Weltmeisterschaften in Athen. Emmanuel Bangué, Frédéric Krantz, Gilles Quénéhervé und Stéphane Cali wurden im Endlauf nach einem Wechselfehler disqualifiziert.
Ein Jahr später bei den Europameisterschaften 1998 in Budapest schied Krantz im Viertelfinale über 100 Meter aus. Die 4-mal-100-Meter-Staffel musste auf den amtierenden französischen Meister Stéphane Cali verzichten, der sich über 100 Meter verletzt hatte. Rodrigue Nordin, Frédéric Krantz, Christophe Cheval und Needy Guims erreichten das Finale mit der drittschnellsten Zeit. Im Finale liefen Thierry Lubin, Frédéric Krantz, Christophe Cheval und Needy Guims in 38,87 Sekunden auf den zweiten Platz hinter dem britischen Quartett. Alle fünf beteiligten Franzosen erhielten eine Silbermedaille.
1999 schied Krantz bei der Universiade in Palma de Mallorca über 100 Meter im Halbfinale aus. Bei den U23-Europameisterschaften 1999 in Göteborg belegte Krantz sowohl über 100 Meter als auch über 200 Meter den sechsten Platz. Die 4-mal-100-Meter-Staffel mit Cédric Gold Daig, David Patros, Frédéric Krantz und Jérôme Éyana gewann die Silbermedaille hinter den Briten. 2000 bei den Olympischen Spielen in Sydney gewann die 4-mal-100-Meter-Staffel mit Frédéric Krantz, David Patros, Christophe Cheval und Jérôme Éyana den Vorlauf. Im Halbfinale belegten Krantz, Patros, Cheval und Needy Guims in 38,64 Sekunden den dritten Platz und im Endlauf wurde diese Aufstellung in 38,49 Sekunden Fünfte.
2003 bei den Weltmeisterschaften in Paris/St. Denis schied die französische Staffel mit Ronald Pognon, Aimé-Issa Nthépé, Krantz und Jérôme Éyana im Halbfinale in 38,79 Sekunden aus. Im Jahr darauf bei den Olympischen Spielen 2004 in Athen schied die 4-mal-100-Meter-Staffel in der Besetzung Aimé-Issa Nthépé, Ronald Pognon, Frédéric Krantz und David Alerte nach 38,93 Sekunden als letzte ihres Vorlaufs aus. 2005 bei den Mittelmeerspielen in Almería siegte die italienische 4-mal-100-Meter-Staffel vor Frédéric Krantz, Idrissa Mbarke, Christophe Cheval und Jimmy Melfort. Krantz blieb noch bis 2008 aktiv, nahm aber nicht mehr an internationalen Meisterschaften teil.